# Liste der Naturschutzgebiete im Landkreis Bad Kreuznach
Die Liste der Naturschutzgebiete im Landkreis Bad Kreuznach enthält die Naturschutzgebiete, die im rheinland-pfälzischen Landkreis Bad Kreuznach liegen.
| Name                              | Bild                                                                                    | Kennung               | Kreis                                         | Einzelheiten | Position | Fläche Hektar | Datum |
| --------------------------------- | --------------------------------------------------------------------------------------- | --------------------- | --------------------------------------------- | --- | -------- | ------------- | ----- |
| Neu-Bamberger-Heide               | BW                                                                                      | 7133-001 WDPA: 82228  | Landkreis Bad Kreuznach                       | | ⊙        | 10            | 1968  |
| Am Vogelgesang                    | BW                                                                                      | 7133-002 WDPA: 162194 | Landkreis Bad Kreuznach                       | | ⊙        | 5,32          | 1986  |
| Saukopf und Fichtekopf            | BW                                                                                      | 7133-004 WDPA: 165334 | Landkreis Bad Kreuznach                       | Anmerkung: Die Rechtsverordnung des Naturschutzgebiets „Saukopf und Fichtekopf“ von 1935 weist die beiden Flächen als separate Naturschutzgebiete aus. | ⊙        | 10            | 1935  |
| Ringberg                          | BW                                                                                      | 7133-051 WDPA: 82421  | Landkreis Bad Kreuznach                       | | ⊙        | 50            | 1978  |
| Trübenbachtal                     |                                                                                         | 7133-052 WDPA: 82739  | Landkreis Bad Kreuznach                       | | ⊙        | 21            | 1981  |
| Untere Nahe                       | BW                                                                                      | 7133-053 WDPA: 82750  | Landkreis Bad Kreuznach                       | | ⊙        | 246           | 1983  |
| Hellersberger Weiher              | BW                                                                                      | 7133-054 WDPA: 163626 | Landkreis Bad Kreuznach                       | | ⊙        | 4,6           | 1984  |
| Disibodenberg                     |                                                                                         | 7133-055 WDPA: 81528  | Landkreis Bad Kreuznach                       | Odernheim am Glan | ⊙        | 8,63          | 1955  |
| Gans und Rheingrafenstein         |                                                                                         | 7133-056 WDPA: 81712  | Landkreis Bad Kreuznach                       | | ⊙        | 40            | 1966  |
| Sponheimer Lettkaut               | BW                                                                                      | 7133-057 WDPA: 165621 | Landkreis Bad Kreuznach                       | | ⊙        | 16            | 1984  |
| Am Grubenkopf                     | BW                                                                                      | 7133-058 WDPA: 162153 | Landkreis Bad Kreuznach                       | | ⊙        | 3             | 1985  |
| Im Waldwinkel                     | BW                                                                                      | 7133-065 WDPA: 81983  | Landkreis Bad Kreuznach                       | | ⊙        | 20            | 1979  |
| Nachtigallental                   | BW                                                                                      | 7133-066 WDPA: 164745 | Landkreis Bad Kreuznach                       | | ⊙        | 35            | 1987  |
| Lemberg                           | Der Silbersee liegt im Naturschutzgebiet (NSG-7133-067) auf dem Lemberg bei Feilbingert | 7133-067 WDPA: 82085  | Landkreis Bad Kreuznach                       | | ⊙        | 218           | 1943  |
| Wingertsberg                      | BW                                                                                      | 7133-068 WDPA: 82925  | Landkreis Bad Kreuznach                       | | ⊙        | 1,3           | 1983  |
| Flachsberg                        | BW                                                                                      | 7133-073 WDPA: 81673  | Landkreis Bad Kreuznach                       | | ⊙        | 5,5           | 1980  |
| Landwiesen                        | BW                                                                                      | 7133-075 WDPA: 164337 | Landkreis Bad Kreuznach                       | | ⊙        | 164,47        | 1994  |
| Göttelsteiner Felsen              | BW                                                                                      | 7133-077 WDPA: 81741  | Landkreis Bad Kreuznach                       | | ⊙        | 14,3          | 1982  |
| Nahegau                           | BW                                                                                      | 7133-078 WDPA: 82204  | Landkreis Bad Kreuznach                       | | ⊙        | 1,5           | 1939  |
| Bruchwiesen                       | BW                                                                                      | 7133-080 WDPA: 162588 | Landkreis Bad Kreuznach                       | | ⊙        | 6,7           | 1992  |
| Im Gräfenbrühl                    | BW                                                                                      | 7133-081 WDPA: 163867 | Landkreis Bad Kreuznach                       | | ⊙        | 5,6           | 1991  |
| Maasberg                          | BW                                                                                      | 7133-082 WDPA: 82128  | Landkreis Bad Kreuznach                       | | ⊙        | 12,5          | 1980  |
| Hirtenwiese im Lützelsoon         | BW                                                                                      | 7133-086 WDPA: 81877  | Landkreis Bad Kreuznach                       | | ⊙        | 0,8           | 1960  |
| Im Eschen                         |                                                                                         | 7133-087 WDPA: 163860 | Landkreis Bad Kreuznach                       | | ⊙        | 33            | 1984  |
| Nahetal von Boos bis Niederhausen |                                                                                         | 7133-089 WDPA: 164751 | Landkreis Bad Kreuznach                       | | ⊙        | 89,6          | 1984  |
| Rotenfels                         |                                                                                         | 7133-091 WDPA: 7050   | Landkreis Bad Kreuznach                       | | ⊙        | 91            | 1935  |
| Hellberg bei Kirn                 |                                                                                         | 7133-092 WDPA: 163621 | Landkreis Bad Kreuznach                       | | ⊙        | 48            | 1942  |
| Stromberg                         | BW                                                                                      | 7133-093 WDPA: 82660  | Landkreis Bad Kreuznach                       | | ⊙        | 5,5           | 1982  |
| Am Hartmannsgalgen                | BW                                                                                      | 7133-094 WDPA: 162157 | Landkreis Bad Kreuznach                       | | ⊙        | 12,8          | 1988  |
| Kurpark Bad Kreuznach             |                                                                                         | 7133-098 WDPA: 164304 | Landkreis Bad Kreuznach                       | Bad Kreuznach | ⊙        | 4,34          | 1985  |
| Rabenkopf                         | BW                                                                                      | 7133-099 WDPA: 82356  | Landkreis Bad Kreuznach                       | | ⊙        | 29            | 1978  |
| Glashütter Wiesen                 | BW                                                                                      | 7140-057 WDPA: 163260 | Landkreis Bad Kreuznach, Rhein-Hunsrück-Kreis | Spall, Argenthal Feuchtgebiet | ⊙        | 64,86         | 1984  |
| Legende für Naturschutzgebiet     |                                                                                         |                       |                                               | |          |               |       |